# Massenquarantäne

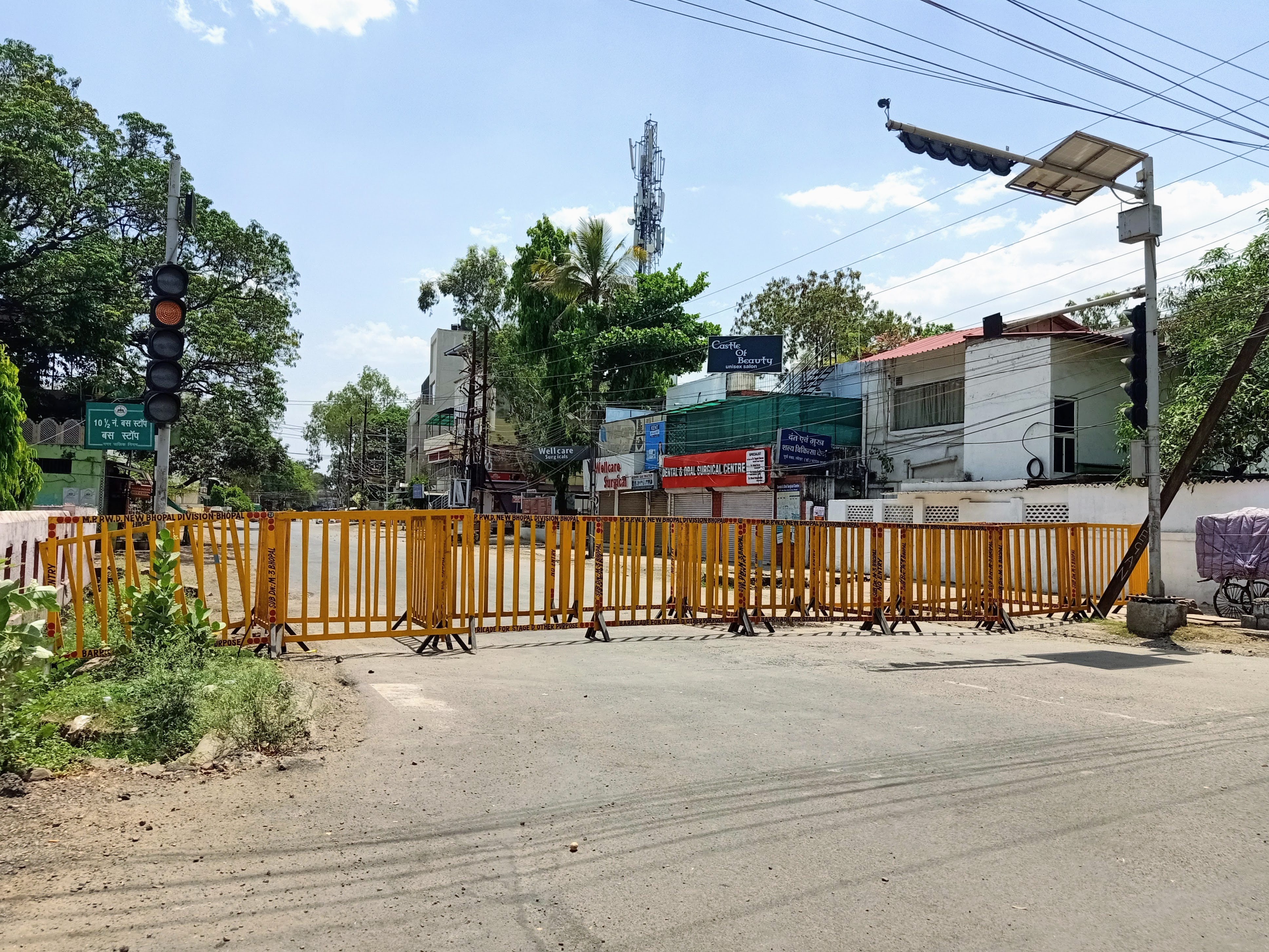
Abgeriegelte Straße während der Massenquarantäne als Maßnahme gegen die COVID-19-Pandemie in Indien (Bhopal, 14. April 2020)

Eine Massenquarantäne (englisch mass quarantine) bezeichnet eine temporäre, staatlich angeordnete und durchgesetzte Quarantäne für die breite Bevölkerung mit Einschränkungen des öffentlichen Lebens. Durch die zeitweilige Begrenzung oder vollständige Aufhebung der Bewegungsfreiheit der Bevölkerung soll eine räumliche Distanzierung durchgesetzt werden, um die weitere Ausbreitung einer Infektionskrankheit zu verhindern und damit eine Epidemie oder Pandemie einzudämmen. Der Begriff Massenquarantäne ist nicht scharf definiert, sondern beschreibt zusammenfassend unterschiedliche Maßnahmen zum Zwecke des Infektionsschutzes. Als konkrete Maßnahmen können zum Beispiel die Schließung von Geschäften, öffentlichen Einrichtungen, Versammlungsverbote oder Ausgangssperren erfolgen, gegebenenfalls in Verbindung mit der Ausrufung des Katastrophenfalls beziehungsweise Ausnahmezustands.
Die Massenquarantäne zur Krankheitsbekämpfung wurde im 20. Jahrhundert im Wesentlichen aufgegeben. Seither kam sie selten zum Einsatz, so etwa 1918 bei der Spanischen Grippe, 2002 bei der SARS-Pandemie 2002/2003, bei der Ebolafieber-Epidemie 2014 bis 2016 und 2020/2021 bei der COVID-19-Pandemie nahezu weltweit. Während der COVID-19-Pandemie werden die von der Politik angeordneten Maßnahmen zur Reduzierung der COVID-19-Übertragungen, die auf die Allgemeinbevölkerung angewendet wurden, meist als „Lockdown-Maßnahmen“ bezeichnet. Während die epidemiologische Wirksamkeit der meisten nicht-pharmazeutischen Maßnahmen inzwischen gut belegt ist, bleibt das Kosten-Nutzen-Verhältnis umstritten.
Studien belegen, dass die Anordnung eines Lockdowns geeignet ist, um während einer akuten Epidemie-Phase die Gesamtinzidenz von Infektionen erheblich zu reduzieren. Dadurch kann insbesondere eine drohende Überlastung des Gesundheitssystems abgewendet werden. Andererseits ist er stets mit erheblichen sozialen, wirtschaftlichen, psychologischen und gesundheitlichen Folgen sowie starken Freiheits- bzw. Grundrechtseinschränkungen verbunden und wird daher vielfach als ultima ratio (letztes Mittel) angesehen. Die Weltgesundheitsorganisation sieht Lockdowns kritisch und befürwortet anstelle von Lockdowns als primäre Maßnahme zur Bekämpfung von COVID-19 gezielte Interventionen auf lokaler Ebene, die bei der epidemischen Lage des jeweiligen Gebiets ansetzen (siehe #Aussagen der WHO und anderer Institutionen).

## Definition
In der Regel wird unter einer Massenquarantäne eine bevölkerungsweite Quarantäne verstanden, die auf „zu Hause bleiben“ oder sich an einen „sichereren Ort im Gebäude begeben“ basiert, um durch die zeitweilige Begrenzung oder vollständige Aufhebung der Bewegungsfreiheit der Bevölkerung räumliche Distanzierung innerhalb und außerhalb eines bestimmten Gebiets durchzusetzen. Damit soll durch Kontaktreduzierung einem anhaltenden Ausbruch einer Epidemie oder Pandemie entgegengewirkt werden. Ziel dieser Eindämmungsstrategie ist es zu verhindern, dass durch Gebiete mit hohem Ausbruchsgeschehen das Virus in andere Regionen oder Teile des Landes verbreitet wird. Die betroffenen Menschen sind verpflichtet, ihre Häuser nur noch dann zu verlassen, wenn es unbedingt notwendig ist. Von Regelungen dieser Art ausgenommen sind im Allgemeinen notwendige Aktivitäten (z. B. Arztbesuche, Pflege einer schutzbedürftigen Person, Kauf von Medikamenten, Nahrungsmitteln und Getränken etc.) sowie Arbeiten in systemrelevanten Berufen (z. B. in der Gesundheitsversorgung, Sozialfürsorge, Polizei und bei den Streitkräften, bei der Brandbekämpfung, Wasser- und Stromversorgung oder in der kritischen Infrastruktur). Alle anderen, nicht systemrelevanten Aktivitäten sollen bei einer Massenquarantäne zeitweilig unterbrochen und/oder von zu Hause aus ausgeführt werden (Teleheimarbeit). Um Maßnahmen einer Massenquarantäne durchzusetzen, werden Polizei, Sicherheitskräfte und unter Umständen das Militär bzw. die Armee eingesetzt. Massenquarantäne ist nicht scharf definiert, sondern beschreibt zusammenfassend unterschiedliche nicht-pharmazeutische Maßnahmen des Infektionsschutzes wie die Schließung von Geschäften, Bildungseinrichtungen und öffentlichen Einrichtungen, Versammlungsverbote, Ausgangssperren oder die Ausrufung des Katastrophenfalls oder Ausnahmezustands.

## Beispiele

### Spanische Grippe
In den Vereinigten Staaten wurde während der Spanische-Grippe-Epidemie von 1918/1919 eine Massenquarantäne angeordnet. Die Regierung schloss Schulen, Geschäfte, ließ Gottesdienste ausfallen, stellte den Zug- und Schiffsverkehr ein und brachte Menschen in Quarantänelager.

### SARS-Pandemie 2002/2003
Während der SARS-Pandemie 2002/2003 wurden in den schwer betroffenen Regionen Bildungseinrichtungen, Restaurants und Kinos geschlossen, um die Ausbreitung des Virus einzudämmen.
Es ist umstritten, ob Isolation oder die Anordnung einer Massenquarantäne den größeren Einfluss auf die Eindämmung der Ausbreitung von SARS hatten oder ob beide Kontrollmaßnahmen wesentlich waren. Im Fall von SARS war nur ein kleiner Prozentsatz der Individuen unter Quarantäne tatsächlich infiziert.
Das Anordnen einer Massenquarantäne für Personen, die möglicherweise mit SARS infiziert waren, wurde im Vergleich zu anderen SARS-Ausbruchsherden in Toronto am aggressivsten durchgesetzt. Letzten Endes waren mehr als 30.000 Menschen unter Massenquarantäne. Spätere empirische Belege bestätigten, dass SARS während seiner Inkubationszeit – worauf die Quarantäne abzielt – nicht infektiös gewesen ist. Von der WHO wird zur SARS-Eindämmung von der Anordnung einer Massenquarantäne nun abgeraten.

### Ebolafieber-Epidemie in Westafrika
Während des westafrikanischen Ebola-Ausbruchs 2014–2016 wurden ebenfalls Massenquarantänen angeordnet, nachdem sie fast ein Jahrhundert lang nicht angewendet worden waren.
In der liberianischen Hauptstadt Monrovia wurde zur Zeit der westafrikanischen Ebolaepidemie 2014 der Slum West Point mit ca. 75.000 Bewohnern abgeriegelt. Die Maßnahme wurde nach zwei Wochen aufgehoben, weil die uninformierten und sich selbst überlassenen Bewohner dagegen rebellierten.

### COVID-19-Pandemie

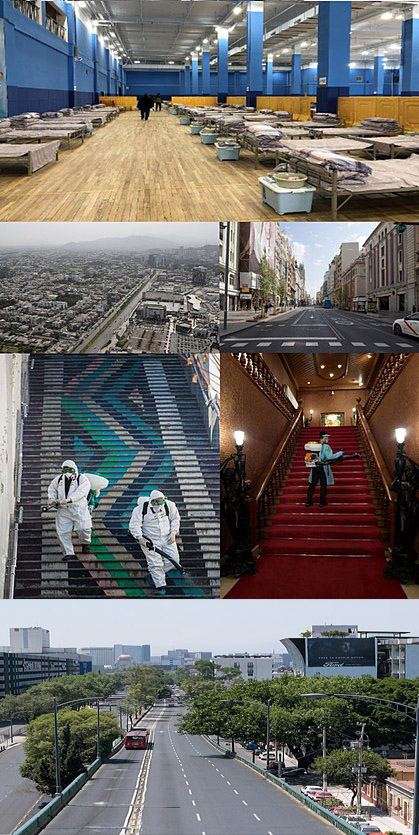
Von links nach rechts und von oben nach unten die Entwicklung der Massenquarantäne-Maßnahmen im Rahmen der COVID-19-Pandemie 2020 in mehreren Ländern: Krankenbetten in einem medizinischen Zentrum in Wuhan (Volksrepublik China), menschenleere Straßen in Lima (Peru) und Madrid (Spanien) und Reinigungsmaßnahmen in Teheran (Iran) und Manila (Philippinen)

Im Zusammenhang mit der COVID-19-Pandemie wurden (Stand 30. März 2020) in über 50 Ländern weltweit landesweite Beschränkungen zur Eindämmung von SARS-CoV-2-Infektionen festgelegt, darunter in Großbritannien, Italien, Spanien, Frankreich, Deutschland, Österreich, Südafrika, Indien, Kolumbien, Neuseeland und mehreren US-Bundesstaaten. Einer Schätzung zufolge waren europaweit über 280 Millionen Menschen in Massenquarantäne, 150 Millionen in den Vereinigten Staaten, fast 1,3 Milliarden in Indien und 50 bis 60 Millionen in China. Mehr als ein Drittel der Menschheit ist aufgrund der COVID-19-Pandemie einschränkenden Maßnahmen unterworfen.
Die Volksrepublik China hat im Rahmen der COVID-19-Pandemie als erstes Land Gebiete unter Massenquarantäne gestellt, zunächst die Stadt Wuhan und anschließend die gesamte Provinz Hubei. Nach 76 Tagen Isolation wurde die Massenquarantäne am 8. April 2020 für Wuhan beendet.

#### Unterschiedliche Massenquarantäne-Szenarien
Zu unterscheiden sind im Allgemeinen die Anordnung einer unmittelbaren Massenquarantäne und ein graduelles Vorgehen. Bei einem graduellen Vorgehen wird auf eine politische Reaktion in Form von Beratung und Sensibilisierung für mögliche Strafen für Verstöße gegen ausgewählte Anweisungen gesetzt. Das schließt nicht aus, dass mit Fortschreiten der Krise eine spätere Massenquarantäne unvermeidbar wird.
Die Absicht eines graduellen Vorgehens ist es, möglichst viele Menschen für eine möglichst lange Zeit in Arbeit zu halten, damit die Wirtschaft weiterhin funktioniert.
Eine am 5. April 2020 veröffentlichte Analyse kam unter Zuhilfenahme der Verwendung eines Entscheidungsbaums zu dem Schluss, dass unter den getroffenen Annahmen für die angenommenen Wahrscheinlichkeiten im Entscheidungsbaum lediglich eine Chance von eins zu vier bestehe, dass die negativen wirtschaftlichen und Isolationseffekte bei der Aufrechterhaltung einer graduellen Politik weniger gravierend seien als bei einer Politik der unmittelbaren Massenquarantäne. Ebenso sei die Wahrscheinlichkeit, dass bei einer Politik der graduellen Maßnahmen weniger COVID-19-Fälle auftreten, gleich null. Der Autor kommt zu dem Schluss, dass unter den getroffenen Annahmen eine unmittelbare Massenquarantäne einem graduellen Vorgehen vorzuziehen sei. Entscheidungstheoretische Ansätze hätten möglicherweise dazu geführt, dass viele Länder inzwischen verbindliche Massenquarantänerichtlinien eingeführt haben.

#### Abriegelung, Lockdown, Shutdown
In der öffentlichen Diskussion wird im Rahmen der COVID-19-Pandemie häufig die Bezeichnung Lockdown (englisch für „Abriegelung, Ausgangssperre“) als sprachlicher Ersatz für „Massenquarantäne“ verwendet. In der wissenschaftlichen Terminologie steht das Wort „Lockdown“ für „restriktive Massenquarantäne“. Statt der formaleren Bezeichnung „restriktive“ oder „obligatorische Massenquarantäne“ hat sich die Bezeichnung „Lockdown“ im Zuge der Pandemie weltweit durchgesetzt und wurde in mehrere Sprachen integriert. Am 25. März 2020 bezeichnete die WHO die Distanzierungs- und Quarantänemaßnahmen als „sogenannte Lockdown-Maßnahmen“, obwohl die Bezeichnung „Lockdown“ davor kursierte. Ende Oktober 2020 bezeichnete der WHO-Regionaldirektor für Europa in einer Presseerklärung „Lockdown“ als einen „eher unglücklichen Begriff“. Die singapurische Regierung verwendete im Gegensatz zu den meisten Ländern für die von ihr etablierten Distanzierungsmaßnahmen anstelle von „Lockdown“ die Bezeichnung „Circuit-Breaker“ (deutsch etwa Überlastschalter oder Schutzschalter), und die philippinische Regierung verwendete die Bezeichnung „Community-Quarantäne“ (Quarantäne für die Allgemeinbevölkerung).
Konkurrierend zum Begriff Lockdown kommt in den Medien im Rahmen der COVID-19-Pandemie der Begriff Shutdown („Stilllegung, Abschaltung“) vor. Er bedeutet eigentlich „die Schließung einer Fabrik, eines Geschäftes oder anderen Unternehmens, entweder für kurze Zeit oder für immer“.
Annette Klosa-Kückelhaus beschreibt im Neologismenwörterbuch Neuer Wortschatz rund um die Coronapandemie des Leibniz-Instituts für Deutsche Sprache den Lockdown-Zeitraum als „Zeitraum, in dem fast alle wirtschaftlichen und gesellschaftlichen Aktivitäten auf politische Anordnung hin stillgelegt sind (z. B. zum Infektionsschutz)“. Das Merriam-Webster’s Collegiate Dictionary beschreibt den Lockdown-Zustand als:

„Ein vorübergehender Zustand, der von Regierungsbehörden auferlegt wird (wie beispielsweise während des Ausbruchs einer Epidemie), bei dem die Menschen in ihren Häusern bleiben und Aktivitäten außerhalb des Hauses, die öffentlichen Kontakt beinhalten (z. B. zum Essen ausgehen oder an großen Versammlungen teilnehmen), unterlassen oder einschränken müssen.“

Olaf Müller et al. definieren einen Lockdown als Bündel von „[…] Maßnahmen zur Verringerung der Transmission; diese variieren von einfachen Abstands- und Hygieneregeln über Verbote von Versammlungen und Verlängerung von Schul- und Universitätsferien bis hin zur Schließung aller nicht systemrelevanten Einrichtungen eines Landes in Verbindung mit Reglementierung der individuellen Bewegungsfreiheit (Lockdown).“
Leonard Mboera et al. definieren Lockdown als „eine Reihe von Maßnahmen zur Reduzierung der COVID-19-Übertragungen, die ihren Ursprung in der Allgemeinbevölkerung haben, die obligatorisch sind und unzielgerichtet auf die Allgemeinbevölkerung angewendet werden“. Diese Definition schließt Maßnahmen aus, die obligatorisch sind, sich jedoch an einzelne Personen oder Bevölkerungsgruppen richten, für die ein hohes Risiko besteht. Durch diese Definition ließen sich drei für COVID-19 relevante Lockdown-Maßnahmen isolieren:
1. geografische Eindämmungsmaßnahmen,
2. die Anordnung an die Bevölkerung „zuhause zu bleiben“ und
3. das Herunterfahren sozialer, bildungsbezogener und wirtschaftlicher Aktivitäten und das Verbot von Massenversammlungen.

Obwohl dies unterschiedliche Maßnahmen sind, überlappen sie sich zu einem gewissen Grad und arbeiten in Synergie miteinander. Jede dieser Maßnahmen kann in einem Spektrum variieren, das von „drakonisch“ an einem Ende bis „nachsichtig“ am anderen Ende reicht.
Die Bezeichnungen „Lockdown“ und „Shutdown“ haben ihren Ursprung im amerikanischen Sprachgebrauch: Lockdown bezeichnet eine polizeiliche Anordnung an Personen, ihren derzeitigen Aufenthaltsort nicht zu verlassen oder sich an einen „sichereren Ort im Gebäude“ zu begeben, etwa während einer Fahndungsaktion in einem Betrieb, einer Schule oder eines Wohngebiets. Gemäß dem Berliner Sprachwissenschaftler Anatol Stefanowitsch lässt sich der Begriff auf das Einsperren von Gefängnisinsassen in einem Gefängnis zurückführen; dieser Lockdown wurde nach einer Messerattacke auf Juan Vallejo Corona im Jahr 1973 verhängt. In dieser Hinsicht bedeutet das Wort das „Einsperren von Häftlingen in ihre Zellen, als eine Konsequenz eines Häftlingsaufstands oder eines anderen Störereignisses“.
Die Vokabel „Lockdown“ wurde von der internationalen Presse in der Anfangsphase der COVID-19-Pandemie für die Unter-Quarantäne-Stellung der Stadt Wuhan und 15 weiterer Städte in der Provinz Hubei ab dem 23. Januar 2020 verwendet und verbreitete sich seitdem als sprachliches Surrogat für „Massenquarantäne“. Mit der Entscheidung der chinesischen Behörden, die Stadt Wuhan unter Quarantäne zu stellen, ist der Begriff „Lockdown“ wahrscheinlich am stärksten assoziiert. Shutdown spielt auf das amerikanische Phänomen des Government Shutdown an, bei dem im Rahmen einer Haushaltssperre bundesstaatliche Behörden auf einen Notbetrieb „heruntergefahren“ werden – eine ähnliche Situation wie bei der Massenquarantäne, bei der nicht nur Behörden, sondern auch die Privatwirtschaft in den Notbetrieb gehen muss.
Beide Bezeichnungen stellen Maßnahmen zur Bekämpfung übertragbarer Krankheiten nach dem Infektionsschutzgesetz dar, die die Grundrechte der Freiheit der Person (Art. 2 Abs. 2 Satz 2 GG), der Versammlungsfreiheit (Art. 8 GG), der Freizügigkeit (Art. 11 Abs. 1 GG) und der Unverletzlichkeit der Wohnung (Art. 13 Abs. 1 GG) einschränken, wie die Schließung nahezu aller Geschäfte und öffentlichen Einrichtungen, eine weitgehende Einstellung der Produktion, das Ausführen von Arbeit von zu Hause aus und das Zuhausebleiben der Menschen aufgrund der Coronavirus-Pandemie. Öffentliches Leben, Arbeitsleben und privates Leben werden im weiteren Sinne „heruntergefahren“ und kommen somit zu einem „Stillstand“. Deshalb wird dieser Zustand von einigen Medien auch als Stillstand umschrieben.
Der Arzt für psychotherapeutische Medizin Ulrich Schultz-Venrath sah im Zuge der COVID-19-Pandemie in den Medien eine Häufung von bisher unbekannten „militärisch anmutenden Begriffen, wie z. B. ‚Shut-down‘, ‚Lock-down‘, ‚Quarantäne‘, ‚Triage‘, ‚Kontaktverbot‘ und ‚Social Distancing‘“. Laut Jörg Seidel (WDR) ist fragwürdig, ob die Bezeichnungen „Lockdown“ und „Shutdown“ für die vergleichsweise milden COVID-19-Maßnahmen in Deutschland überhaupt angebracht sind. Bei Verwendung dieser Wörter solle man sich im Klaren sein, dass sie dramatisch klingen können. Laut Lennart Garbes (rbb24) hat es den Lockdown zumindest in Deutschland bislang nicht gegeben. Im Gegensatz zu Italien oder Spanien gab es in Deutschland nie eine Ausgangssperre. Allerdings sind entgegen einigen Medienberichten die Begriffe Lockdown und Shutdown nicht mit den Begriffen Ausgangssperre oder Schließungen gleichzusetzen, da sie weit mehr bedeuten als diese Wörter. Vielmehr sind zusammenfassend unterschiedliche nicht-pharmazeutische Maßnahmen des Infektionsschutzes gemeint (siehe #Definition), die auch in Deutschland im Zuge der COVID-19-Pandemie angeordnet wurden (siehe Reaktionen und Maßnahmen im Gesundheitssystem und Falschinformationen über COVID-19-Maßnahmen). Nach Roland Roth würden geläufige Begriffe wie Lockdown, Shutdown und Quarantäne verdecken, dass damit international ein Bündel von Maßnahmen mit im Detail sehr unterschiedlicher Eingriffstiefe in das Alltagsleben bezeichnet wird. Ein nahezu vollständiger gesellschaftlicher Stillstand, wie es zeitweise in Italien oder Spanien der Fall war, blieb der Bevölkerung in Deutschland trotz aller Belastungen und Einschränkungen selbst in der ersten Phase der Pandemie erspart. Leonard Mboera et al. weisen darauf hin, dass Lockdown (Massenquarantäne) nicht scharf definiert ist. Es gebe keine klare oder allgemein akzeptierte Definition des Begriffs. Der Begriff Lockdown taucht weder in den Richtlinien der WHO für 2018 zur Vorbereitung auf eine nationale Influenza-Pandemie noch in den Richtlinien 2017 für das Risikomanagement für Influenza-Pandemien auf. Der Mangel an Definition und Klarheit sei angesichts der weit verbreiteten Bezugnahme auf unterschiedliche Grade des Lockdowns, wie z. B. „vollständiger Lockdown“ und „teilweiser Lockdown“ oder „harter Lockdown“ und „weicher Lockdown“, überraschend. Ebenso sei die Beziehung zwischen „Lockdowns“ und anderen Kontrollmaßnahmen für übertragbare Krankheiten unklar. Der Epidemiologe James J. James, Leiter des AMA Center for Disaster Medicin hielt 2020 fest, die Implementierung des Covid-Lockdowns sei gekennzeichnet durch die Abwesenheit a) jeglichen Maßes für die Standardisierung oder gar einer einheitlichen Definition, b) klarer quantitativer Ziele und c) einer objektiven Bewertung der relativen Kosten und des Nutzens verschiedener Maßnahmen.
Der PR-Spezialist Hans-Jürgen Arlt weist darauf hin, dass sich der Lockdown auf das Familien-, Erziehungs- und Bildungssystem, auf den Sport, die Kunst und die Religion auswirkt. Das Familienleben wird – beispielsweise durch Besuchsverbote in Krankenhäusern und Altenheimen – eingeschränkt und ebenso stark belastet. Viele Familien haben nicht nur mit finanziellen Problemen zu kämpfen, sondern müssen auch ihren Alltag neu gestalten. Das Problem der häuslichen Gewalt gerate immer mehr in den Fokus der Öffentlichkeit und das Erziehungsgeschehen werde fast vollständig in die Verantwortung der Familien zurückverlagert. Das weltweite Starten einer volldigitalisierten Lehre sei als „Großexperiment“ zu werten.
Abgesehen von der restriktivsten Variante, in der Menschen einem Hausarrest unterworfen werden, gibt es in den meisten „Lockdown“-Fällen einen Bewegungsradius, d. h., Bewohner einer Wohnung dürfen diese (zeitweise, zu bestimmten Zwecken) verlassen und sich dabei eine bestimmte Anzahl an Kilometern von ihrer Wohnung oder ihrem Wohnort entfernen.
Am 5. Januar 2021 wurde in Deutschland ein Bewegungsradius von 15 km für diejenigen beschlossen, die in einem Gebiet mit einer höheren 7-Tage-Inzidenz als 200 wohnen.

#### Wellenbrecher-Lockdown
Eine Variation des herkömmlichen Lockdowns ist ein vorgreifender Lockdown, der nur für eine kurze Zeit angeordnet wird und strikte nichtpharmazeutische Maßnahmen umfasst, um die Fallzahl erheblich zu reduzieren. In der Literatur wird diese Art von Lockdown als „Überlastschalter“ (englisch circuit breaker) oder genauer „vorsorgliche Pause“ (englisch precautionary break) bezeichnet. Dieser Lockdown wird in der öffentlichen Diskussion in Deutschland rund um die Coronaviruspandemie als Überlastschalter (englisch circuit breaker), Wellenbrecher-Lockdown oder häufig lediglich als Wellenbrecher bezeichnet. Ein Kennzeichen eines Wellenbrecher-Lockdowns ist, dass er ein Konglomerat von unterschiedlichen strikten nichtpharmazeutischen Interventionen begrenzter Dauer darstellt, die die Prävalenz von COVID-19-Erkrankungen gezielt reduzieren sollen. Diese Art von Lockdown soll jedes Mal dann zum Einsatz kommen, wenn die Belastung für das Gesundheitssystem durch die Vielzahl an Krankheitsfällen so groß wird, dass eine „Pause“ eingelegt werden muss, um das Gesundheitssystem zu entlasten. Die Funktionsweise ähnle also dem Prinzip eines Überlastschalters, der einen Stromkreis vor Überlastung schützt. Ein Vorteil dieser Vorgehensweise wäre, dass Kontrolle über die Epidemie erlangt werden kann, die Bevölkerung zugleich vorgewarnt wird und über die Dauer der Maßnahmen in Kenntnis gesetzt wird, was zu einer Verringerung des sozialen Schadens führt, da sich die Bevölkerung auf die kurzfristigen strikten Interventionen einstellen kann.
Nach dem Medizinstatistiker Gerd Antes vermittelt der bildhafte Ausdruck „Wellenbrecher-Lockdown“ eine „völlig falsche Vorstellung“. Eine Welle komme und gehe, was mit dem Coronavirus exakt nicht der Fall sei. Vielmehr sei es ein Schwelbrand, der an jeder Stelle beliebig auflodern könne.
2021 wählte die Gesellschaft für deutsche Sprache (GfdS) Wellenbrecher zum Wort des Jahres. (Es) „...werde mittlerweile für Maßnahmen benutzt, die zum Schutz der Bevölkerung in der Coronapandemie angewendet werden...“

#### Treiber der Entscheidungsfindung bei der Pandemiebekämpfung
Laut James J. James war eines der Probleme, die zur Lockdown-Strategie führten, der Mangel an Informationen über die tatsächliche Anzahl infizierter Personen und das Gesamtverhältnis der nicht suszeptiblen Personen in der Bevölkerung. Nach Mariano Cadoni und Giuseppe Gaeta wurde der Lockdown beschlossen, um den Ausbruch der Epidemie zu verlangsamen, um Zeit zu haben, sich auf die Epidemiewelle vorzubereiten, z. B. in Bezug auf die Kapazität von Krankenhäusern oder Intensivstationen oder bezüglich der Bestandsaufnahme einzelner Schutzgeräte.
Nach einer statistischen Analyse, die in der Fachzeitschrift PNAS erschien, folgen die Regierungen dem Beispiel anderer und gründen ihre Entscheidungen auf das, was andere Länder tun. Dabei reagierten Regierungen in Ländern mit einer stärkeren demokratischen Struktur langsamer, jedoch empfindlicher auf das Vorbild anderer Länder. Binnen zwei Wochen im März führten 80 % der OECD-Staaten vier von fünf nicht-pharmazeutischen Maßnahmen ein. Dies sei angesichts der Heterogenität der Länder und der unklaren Wirksamkeit der Maßnahmen kurios. Da die Länder vollkommen unterschiedliche Charakteristiken aufwiesen, sei es auffällig, dass eine Homogenität bezüglich des Zeitpunkts der Anwendung der Maßnahmen vorliege. Zum einen sei dies darauf zurückzuführen, dass die Länder einheitlich derselben universellen Bedrohung ausgesetzt waren, andererseits legten die Resultate nahe, dass es nicht primär die Bedürfnisse des Landes in Bezug auf die Exposition gegenüber COVID-19, die demografische Struktur oder die Kapazität des Gesundheitssystems seien, die die Geschwindigkeit der Einführung von nicht-pharmazeutischen Maßnahmen vorhersagten, sondern vielmehr die Anzahl der früheren Anwender in derselben Region.

#### Bewertung der Maßnahme

##### Wirksamkeit als Instrument zur Pandemie-Eindämmung
Zu Beginn der COVID-19-Pandemie gab es unter Experten auf dem Gebiet der öffentlichen Gesundheit kontroverse Meinungen zur Wirksamkeit von Massenquarantänen. Dies wurde in China deutlich: Die WHO-China joint mission lobte ihre Wirksamkeit. Im Gegensatz dazu haben andere Experten auf den Gebieten der Medizin, der Epidemiologie und der öffentlichen Gesundheit diese Einschätzung in Frage gestellt. Beispielsweise sieht Crystal Watson (Senior Scholar am Johns Hopkins Center for Health Security und Assistenzprofessorin am Department of Environmental Health and Engineering) keine Notwendigkeit für den Lockdown: „Unsere historischen Erfahrungen mit obligatorischen Quarantänen und Massenquarantänen und -kordonen sind einfach nicht gut, sie sind nicht effektiv“. Insbesondere John Ioannidis trat als Kritiker von Massenquarantänen auf und bezeichnete die Unter-Quarantäne-Stellung ganzer Städte als „extreme Maßnahmen unbekannter Wirksamkeit“. Seitdem haben allerdings zahlreiche in angesehenen wissenschaftlichen Zeitschriften publizierte Studien Belege für die Wirksamkeit der Kontaktbeschränkungen gefunden, die in unterschiedlichen Kombinationen in verschiedenen Ländern verhängt wurden.
In der Anfangsphase der Pandemie wurde insbesondere das mathematische Simulationsmodell vom COVID-19-Reaktionsteam des Imperial College London unter Leitung des Epidemiologen Neil Ferguson viel beachtet. Als am 16. März 2020 veröffentlichte Berechnungen mit diesem Modell ergaben, dass das britische Gesundheitssystem bald von schweren COVID-19-Fällen überfordert sein würde und mehr als 500.000 Todesfälle eintreten könnten, falls die britische Regierung keine Maßnahmen ergreifen würde, kündigte Premierminister Boris Johnson in einer unmittelbaren Reaktion strenge neue Bewegungseinschränkungen für die Menschen an. Das gleiche Modell legte nahe, dass die Vereinigten Staaten ohne Maßnahmen rund 2,2 Millionen Todesfälle erleiden könnten. Nachdem die Daten dem Weißen Haus vorgelegt worden waren, folgten schnell neue Leitlinien zur räumlichen Distanzierung. Der Anteil der invasiv Beatmungspflichtigen an den zu erwartenden Krankenhauspatienten war aufgrund von Berichten italienischer Ärzte kurzfristig von 15 auf 30 Prozent heraufgesetzt worden. Die Modellannahmen zur Reproduktionszahl, zur Letalität und zur Zahl symptomlos infizierter, damit immuner Personen waren im Zeitraum der Modellierung sehr unsicher. Auch wurde ohne verfügbare Informationen angenommen, dass keine natürliche Immunität vorhanden sei. Gegenüber der BBC erklärte Ferguson im April, dass bis zu zwei Drittel der Todesfälle im Zusammenhang mit COVID-19 aufgrund der Alterszusammensetzung Teil der normalen Sterblichkeit eines Jahres seien. Sie könnten sich jedoch auf einen kürzeren Zeitraum konzentrieren, entsprechend die Schwerkranken.
Eine Reihe von Studien zur Eindämmung des Ausbruchs in Wuhan und zur Eindämmung der Pandemie in Asien im Frühjahr 2020 wiesen auf eine Wirksamkeit der Quarantänemaßnahmen hin.  Laut einer Simulationsstudie, die in der Fachzeitschrift The Lancet erschien und die die Wirksamkeit der Maßnahmen zur räumlichen Distanzierung im Rahmen der unter Massenquarantäne gestellten Millionenstadt Wuhan analysiert, zeigen die Simulationen, dass die Kontrollmaßnahmen zur Verringerung der räumlichen Vermischung in der Bevölkerung wirksam sein können, um das Ausmaß des COVID-19-Ausbruchs zu verringern und seinen Höhepunkt zu verzögern. Das Simulationsmodell legt nahe, dass die räumlichen Distanzierungsmaßnahmen bei einer gestaffelten Rückkehr zur Arbeit Anfang April am effektivsten sind. Dies würde die mediane Anzahl von Infektionen Mitte 2020 und Ende 2020 um mehr als 92 % (bei einem Interquartilsabstand von 66–97) beziehungsweise 24 % (bei einem Interquartilsabstand von 13–90) reduzieren.
Im Mai und Juni 2020 veröffentlichten die Zeitschriften Science und Nature eine Reihe von Simulationsstudien, die den „nicht-pharmazeutischen Maßnahmen“ zur Bekämpfung der COVID-19-Pandemie eine hohe Wirkung bescheinigten. Eine in Science veröffentlichte Simulationsstudie von Wissenschaftlern des Max-Planck-Instituts für Dynamik und Selbstorganisation untersuchte den Zusammenhang zwischen den politischen Maßnahmen in Deutschland und der Wachstumsrate der Infektionen. Sie kommt zum Ergebnis, dass die drei Anfang März aufeinander folgenden Maßnahmenpakete – das Absagen von Großereignissen mit mehr als 1000 Teilnehmern, die Schließung von Schulen, Kindertagesstätten und Geschäften und das Kontaktverbot und die Schließung aller nicht systemrelevanten Einrichtungen – jeweils mit einer sehr deutlichen Senkung der Neuinfektionen in Zusammenhang stehen. Alle drei zusammen waren laut der Studie notwendig, um das exponentielle Wachstum der Infektionszahlen zu stoppen. Eine am 8. Juni 2020 in der Zeitschrift Nature veröffentlichte Studie von Wissenschaftlern des Imperial College London schätzte für elf europäische Länder, darunter Deutschland, den Effekt der nicht-pharmazeutischen Maßnahmen zur Bekämpfung der Pandemie ausgehend von den registrierten Todesfällen. Aus diesen rechneten sie Infektionszahlen zurück und verglichen sie mit den Simulationen eines „hypothetischen kontrafaktischen Szenario[s]“, bei dem die Pandemie sich mit unveränderter Reproduktionszahl fortsetzt. Sie kamen so zu dem Schluss, die Maßnahmen hätten einen sehr großen Effekt gehabt. Insbesondere ein allgemeiner Lockdown mit umfassenden Kontakt- und Bewegungsbeschränkungen für die gesamte Bevölkerung könne die Anzahl der Übertragungen demnach um mehr als 80 % senken. Eine zeitgleich in Nature veröffentlichte Studie der UC Berkeley modellierte den Einfluss von nicht-pharmazeutischen Interventionen in sechs Ländern (China, Südkorea, Italien, Frankreich, Iran und USA) ausgehend von den gemessenen Infektionsraten. Einzelne Maßnahmen wie Schulschließungen oder ein Verbot von Großveranstaltungen hatten demnach in verschiedenen Ländern unterschiedlich starke Effekte. Zusammengenommen wirkten die Maßnahmen aber überall stark und konnten bis Anfang April 530 Millionen Infektionen verhindern (davon 63 Millionen bestätigte Infektionen, der Rest Dunkelziffer). Ähnlich kam eine Studie, die die COVID-19-Pandemie in Frankreich untersuchte, zu dem Schluss, dass der Lockdown die Reproduktionszahl von 2,90 auf 0,67 reduziert habe, was einer Reduktion um 77 % entspricht.
Nach einem Bericht der Internationalen Gesellschaft für Infektionskrankheiten vom Juli 2020 ist die Anordnung einer Massenquarantäne ein sehr leistungsfähiges Instrument für die öffentliche Gesundheit, hat jedoch erhebliche komplexe Auswirkungen außerhalb des Bereichs der öffentlichen Gesundheit. Massenquarantänen würden einen großen Einfluss auf die Reduzierung der SARS-CoV-2-Übertragung haben. Die anfängliche Reproduktionszahl R0 habe bei 3,8 (2,4–5,6) gelegen, aber durch nicht-pharmazeutische Maßnahmen sei dieser Wert auf 0,44 (Norwegen) bis 0,82 (Belgien) gesunken, was einem Durchschnitt von 0,66 in 11 Ländern entspreche (eine Verringerung von 82 % im Vergleich zu den Werten vor den Maßnahmen). Auch eine schnelle Übersichtsarbeit der Wirksamkeit nichtpharmazeutischer Interventionen des Robert Koch-Instituts kam im September 2020 zu dem Ergebnis, dass Lockdownmaßnahmen, wie die Beschränkung von Versammlungen, die Schließung von Arbeitsplätzen, die Schließung von Schulen und das Tragen von Masken im Hinblick auf die betrachteten relativen Ergebnisse bei der Kontrolle der Epidemie wirksam seien.
Ende 2020 und Anfang 2021 wurden drei weitere Studien zur Wirkung von nicht-pharmazeutischen Interventionen in Science, The Lancet Infectious Diseases und im European Journal of Epidemiology veröffentlicht. Die Studien untersuchen mittels mathematischer Modellierung die Wirkung der Interventionen auf die Reproduktionszahl in verschiedenen Ländern im Zeitverlauf (37 OECD-Länder, 41 Länder bzw. 131 Länder). Alle Studien bestätigen das Ergebnis, dass Kontaktbeschränkungen sehr erheblich zur Senkung der Reproduktionszahl beitragen. Die Angaben zur genauen Wirksamkeit einzelner Interventionen wie Schließungen von Schulen und Arbeitsstätten unterscheiden sich allerdings teilweise von Modell zu Modell und auch von Zeitpunkt zu Zeitpunkt.
Nicht alle Wissenschaftler halten mathematische Modelle und Simulationsstudien für ausreichend, um die Wirksamkeit der Maßnahmen zu bewerten. So forderte etwa im September 2020 das Deutsche Netzwerk Evidenzbasierte Medizin, alle politischen Entscheidungen in Form randomisierter Studien zu begleiten, also für unterschiedliche Regionen mit den gleichen Ausgangsbedingungen unterschiedliche Regelungen zu beschließen, damit man die Wirksamkeit der Maßnahmen experimentell überprüfen könne.

##### Kosten-Nutzen-Verhältnis
Massenquarantänen bedingen erhebliche soziale, wirtschaftliche, psychologische und auch gesundheitliche Konsequenzen, sodass ihr Einsatz sorgsam abgewogen werden muss. Wochenlange Ausgangssperren stören soziale Gewohnheiten und Beziehungen; Teile der Bevölkerung stehen unter dem Risiko, Erkrankungen wie Insulinresistenz, Muskelatrophie, einen erhöhten Blutdruck und Herzfrequenz, eine Fettlebererkrankung, nichtalkoholische Steatohepatitis oder Fettstoffwechselstörung (Dyslipidämie) zu erleiden.
Massenquarantäne, Selbstquarantäne und Isolation sind mit Depressionen, Wut und chronischem Stress verbunden. Während dieser Zeit wird zusätzlicher Stress durch längere Quarantänedauer, Frustration, Schlafmangel, soziale Isolation, unzureichende Versorgung, unzureichende Informationen, finanzielle Verluste und Stigmatisierung verursacht. Darüber hinaus haben Menschen während des Ausbruchs Angst, krank zu werden oder selbst zu versterben. Diese negativen Gefühle sind mit systemischen Entzündungen und endothelialen Dysfunktionen sowie der Tendenz verbunden, einen ungesunden Lebensstil anzunehmen. Laut einer Studie der medizinischen Fakultät der Universität Leipzig seien Quarantänemaßnahmen belastende Lebensereignisse. Der Zusammenhang zwischen belastenden Lebensereignissen und negativen Folgen für die psychosoziale Gesundheit sei lange belegt. Räumliche Trennung von nahestehenden Personen, der Verlust der Freiheit, die Unsicherheit über den Krankheitsstatus sowie Langeweile und Einsamkeit würden dramatische Auswirkungen auf die psychische Gesundheit haben können. Ebenfalls könne die Ungewissheit über die Dauer der Kontaktbeschränkung sich negativ auf die psychische Verfassung auswirken. Aus der Perspektive der öffentlichen Gesundheit sei es wichtig, den potenziellen Nutzen einer obligatorischen Massenquarantäne sorgfältig gegen die psychosozialen Folgen und etwaige assoziierte langfristige Kosten abzuwägen. Der Internationale Währungsfonds kommt in einer Untersuchung vom Oktober zum Ergebnis, dass frühe Lockdowns in Hinblick auf die wirtschaftlichen Kosten deutlich effektiver seien als lang anhaltende im Vergleich eher milde Maßnahmen. Die bei anhaltend hohen Infektionszahlen ohne Lockdown eintretenden freiwilligen Verhaltensänderungen aufgrund der Infektionsgefahr würden langfristig mehr Kosten verursachen als die kurzfristigen des Lockdowns.
Laut einer Studie unter Beteiligung des University College London und der Forschungsstelle zu Behandlungsdaten für Krebspatienten DATA-CAN, welche die Daten aus wichtigen Krebszentren in Großbritannien analysierte, ging die Anzahl der Dringlichkeitsüberweisungen mit Verdacht auf Krebs von Hausärzten um rund 76 Prozent zurück. Der Analyse zufolge könnten nun rund 6000 Menschen mehr als im Durchschnittsjahr an Krebs versterben. Beziehe man alle derzeit mit Krebs lebenden Menschen ein, könne die Zahl zusätzlicher Todesfälle auf etwa 18.000 steigen.
Laut einem Positionspapier des Leibniz-Instituts für Wirtschaftsforschung von Christoph M. Schmidt würde ein allgemeiner Lockdown zwar den Erfahrungen der vergangenen Wochen zufolge die Gesundheit wirksam schützen können, aber gleichzeitig würde er unweigerlich das gesellschaftliche und wirtschaftliche Leben in einer Art und Weise lähmen, die nicht über längere Zeit durchzuhalten wäre, da er erkennbar große Kollateralschäden anrichten würde.
Massenquarantänen wirken sich vor allem auf das städtische Leben aus, während solche Maßnahmen in ländlich geprägten Gebieten bisweilen kaum spürbar sind. Das verschafft wohlhabenden Stadtbewohnern einen Anreiz, vor Verhängung solcher Maßnahmen sich in Zweitwohnsitze auf dem Land zu begeben. Weniger betuchte Kreise versuchen wenn möglich ebenfalls zeitweise bei Verwandten auf dem Land unterzukommen. Dies birgt das Risiko, die Krankheit weiter zu verteilen und die ländliche Infrastruktur durch die zusätzlichen Bewohner zu belasten.
Die medizinische Fachzeitschrift The BMJ veröffentlichte eine Pro-und-Kontra-Stellungnahme von Edward Melnick und John Ioannidis zu der Frage, ob die Lockdown-Maßnahmen der Regierungen verlängert werden sollten. Dabei argumentiert Melnick, dass aufgrund der Abwesenheit eines sicheren und effektiven Impfstoffs, einer sicheren Behandlung und einer sicheren Prophylaxe nicht-pharmazeutische Interventionen die einzigen verfügbaren Optionen sind, um die Ausbreitung des Virus zu verlangsamen. Massenquarantänen seien zwar mit Kosten, Risiken und Kollateralschäden verbunden; aber es sei zu verhindern, dass die Krankheit lokal endemisch wird. Die Anordnung einer Massenquarantäne sei die vergleichsweise drakonischste nicht-pharmazeutische Intervention. Bei erfolgreicher Implementierung würde sie aber die Krankheitsübertragung verringern, indem sie den menschlichen Kontakt begrenze. Dies belege eine historische Archivanalyse von 43 Städten in der Grippepandemie von 1918–19, die einen starken Zusammenhang zwischen Massenquarantänen und verzögerten oder verringerten Sterblichkeitsraten sowie verringerter kumulativer Todesfälle zeige. Eine frühere Implementierung und längere Massenquarantänen seien auch mit einer verringerten Gesamtmortalität verbunden gewesen. Darauf erwidert Ioannidis, dass jedoch die meisten, wenn nicht alle Todesfälle durch COVID-19 auch dann noch auftreten würden, wenn die Maßnahmen gelockert werden – es sei denn, es würden wirksame Behandlungen und/oder Impfstoffe auftreten. Zudem würden die Prinzipien von Lockdown bis Flatten the curve! die Saisonalität ignorieren und sich auf 100 Jahre alte Beobachtungsdaten einer Pandemie von 1918 mit einem 100-mal höheren Infizierten-Verstorbenen-Anteil als COVID-19 stützen. Durch Massenquarantänen würden Kindesmissbrauch und häusliche Gewalt zunehmen. Unwohlsein und gesellschaftlicher Zerfall könnten ebenfalls voranschreiten, mit unabsehbaren Folgen wie Unruhen oder gar Kriegen. Massenquarantänen seien zu Anfang der Krise eine verzweifelte Entscheidung gewesen, für die man durchaus hätte argumentieren können, als man wenig über COVID-19 wusste. Jetzt aber gelte es sie zu vermeiden und schrittweise zu entfernen. Andernfalls sei bei verlängerten Massenquarantänen mit einem „Massensuizid“ zu rechnen. Es sei allgemein bekannt, dass die Selbstmordrate mit jedem 1-prozentigen Anstieg der Arbeitslosigkeit um 1 % steigt.
John Ioannidis warnte zudem vor den „potenziell ungeheuren sozialen und finanziellen“, damit auch gesundheitlichen Konsequenzen der Unterbrechung von Kontakten und Wirtschaftsbeziehungen. Je nach Szenario könnten diese möglicherweise viel gravierender sein als die direkten Folgen des Virus.
Der Epidemiologe Marc Lipsitch sieht die Beispiele plötzlicher schwerer Krankheitsverläufe in Wuhan und Italien als Folge verspäteter Reaktionen auf die Krise. Lipsitch erkennt einen weitgehenden Konsens unter Epidemiologen, dass räumliche Distanzierung vorübergehend die einzige Möglichkeit sei, eine Überforderung des Gesundheitssystems zu vermeiden und die Zeit zu nutzen, andere Maßnahmen gegen das Virus zu entwickeln. Dennoch gibt er Ioannidis dahingehend recht, dass weitere Daten zu einer sicheren Bewertung benötigt werden.
Laut Volkswirtschaftsprofessor Ulrich Schmidt hätten ohne Shutdown mehr Leben gerettet werden können. Aus früheren Krisen wisse man, dass die Betroffenen psychische Belastungen erleiden, die im Durchschnitt die Lebenszeit verkürzt. Laut Gesundheitsökonom Afschin Gandjour müsse ein möglicher Anstieg an Todesfällen durch psychische Belastungen gegen eine mögliche Abnahme an Todesfällen durch Reduktion von Luftverschmutzung, Verkehrsunfällen, Unfällen auf Baustellen und Grippeerkrankungen abgewogen werden. Möglicherweise glichen sich diese Faktoren aus.
Nancy Kass und James Childress entwickelten Rahmenbedingungen für die ethische Bewertung von Maßnahmen im Bereich der öffentlichen Gesundheit. In ihrem Rahmenwerk spielt die Wirksamkeit einer Intervention eine wichtige Rolle bei der Rechtfertigung von Interventionen im Bereich der öffentlichen Gesundheit. Dies sei jedoch ein zweischneidiges Schwert. Eine Einschränkung des Handelns aufgrund fehlender Wirksamkeitsnachweise würde die Public-Health-Reaktion erheblich beeinträchtigen – und möglicherweise zur weiteren Übertragung von Krankheiten führen. Da die Beamten des öffentlichen Gesundheitswesens mit diesen schwierigen Dilemmata konfrontiert sind, sei es wichtig, dass sie sich auf die Seite der öffentlichen Sicherheit stellen. Es wäre weitaus besser, sich für unnötige Quarantäne zu verteidigen, als nicht zu handeln und Personen einer vermeidbaren Krankheit mit anschließender Morbidität und Mortalität auszusetzen.
Eine am 13. Mai erschienene Studie des ifo Instituts für Wirtschaftsforschung und des Helmholtz-Zentrums für Infektionsforschung stellt fest, dass Gesundheitsschutz durch einen Lockdown und wirtschaftliche Entwicklung nicht in direktem Gegensatz stehen. Sowohl ein sehr harter Lockdown als auch eine zu starke Lockerung der Maßnahmen könnten die wirtschaftliche Entwicklung stark einschränken. Den geringsten wirtschaftlichen Schaden vermuteten die Autoren für Deutschland bei einer leichten, schrittweisen Lockerung der Anfang Mai geltenden Beschränkungen und einer Reproduktionszahl von ca. 0,75.

##### Überproportional belastete Gruppen
Die Auswirkungen von Massenquarantänen betreffen überproportional stark die Angehörigen benachteiligter gesellschaftlicher Schichten, für die der dauernde Aufenthalt in ihren kleinen Wohnungen deutlich belastender erscheint als für die Bessergestellten, welche oft Häuser mit Gärten bewohnen. Gleichzeitig haben Angehörige der Arbeiterklasse eher mit Einkommenseinbußen oder Arbeitsplatzverlust zu rechnen als Angestelltenkreise, die ihre Tätigkeit auch in Teleheimarbeit ausüben können und deren Arbeitsplätze weniger von kurzfristigen Konjunkturschwankungen betroffen sind.
Auch die Weltgesundheitsorganisation weist darauf hin, dass die Lockdown-Maßnahmen überproportional benachteiligte Gruppen betreffen. Besonders betroffen sind Flüchtlinge, die häufig in überfüllten und begrenzt ausgestatteten Unterkünften leben, für ihren Lebensunterhalt auf tägliche Arbeit angewiesen sind und daher in besonderem Maße unter den Maßnahmen zu leiden haben. Auch Menschen in Armut, Migranten, Binnenvertriebene sind überproportional durch die Lockdown-Maßnahmen belastet.

##### Aussagen der WHO und anderer Institutionen
In Hinblick auf die Eindämmungsstrategien hängen Maßnahmen zur Einschränkung der Bewegungsfreiheit von der jeweiligen Infektionskrankheit ab. In der COVID-19-Pandemie empfahl die Weltgesundheitsorganisation (WHO) im Frühjahr 2020 nachdrücklich, bestätigte Infektionen zu isolieren und ihre Kontakte unter Quarantäne zu stellen; jedoch empfahl sie keine Massenquarantänen. Die Völkerrechtler Armin von Bogdandy und Pedro Villareal stellten im Juli 2020 fest, die WHO habe einen ambivalenten Ansatz gewählt. Einerseits habe sie die Regierung Chinas und Italiens für ihre bevölkerungsweiten Maßnahmen gelobt. Gleichzeitig umfassten die Standardempfehlungen für die Reaktion auf Coronaviren nur individualisierte Quarantänen und Isolierungen.
Laut offizieller Aussage der WHO können umfangreiche Kontaktbeschränkungen, die oft als Lockdowns bezeichnet werden, die Ausbreitung von COVID-19 verlangsamen. Sie können aber tiefgreifende negative Auswirkungen auf Einzelpersonen, Gemeinschaften und Gesellschaften haben, indem sie das soziale und wirtschaftliche Leben nahezu zum Erliegen bringen – besonders für benachteiligte Gruppen. Sie spricht sich daher dafür aus, „Stay-at-Home-Orders“ und ähnliche Maßnahmen nur als letztes Mittel zu verwenden und wo immer möglich gezieltere Interventionen zu wählen.
Der WHO-Generaldirektor Tedros Adhanom Ghebreyesus äußerte bereits zu Beginn der Pandemie, dass Lockdowns nicht die primäre Reaktion auf die Ausbreitung des Virus seien sollten. Gerade für Länder mit einem beträchtlichen Anteil von armen Menschen an der Bevölkerung sei ein vollständiger Lockdown nicht zielführend. Auch der Sondergesandte der WHO für die Vorsorge- und Gegenmaßnahmen in Bezug auf COVID-19 David Nabarro sprach sich im Oktober 2020 gegen Lockdowns als primäres Mittel zur Pandemiebekämpfung aus. Er sagte: „Wir in der Weltgesundheitsorganisation befürworten keine Lockdowns als primäres Mittel zur Kontrolle dieses Virus“ und weiter „Lockdowns haben lediglich eine Konsequenz, die Sie niemals kleinreden dürfen, und das ist, dass sie arme Menschen sehr viel ärmer macht […] es scheint, dass wir bis zum nächsten Jahr eine Verdoppelung der Weltarmut haben werden. Möglicherweise haben wir mindestens eine Verdoppelung der Unterernährung von Kindern.“ Die WHO befürworte Lockdowns nur dann, wenn sie darauf zielen sich Zeit zu verschaffen, um die Ressourcen im Land zu reorganisieren oder medizinisches Personal zu schützen. Anstelle von Lockdowns befürwortet das WHO-Regionalbüro für Europa einen mehrstufigen Ansatz, der, bei der Bekämpfung der Pandemie auf lokaler Ebene, bei der epidemischen Lage des jeweiligen Gebiets ansetzt. Nach dem Direktor des WHO-Regionalbüros für Europa Hans Kluge sollten nationale Lockdowns „eine Maßnahme letzter Instanz“ sein.
In einer gemeinsamen Erklärung wiesen die Internationale Arbeitsorganisation, Ernährungs- und Landwirtschaftsorganisation der Vereinten Nationen, der Internationale Fonds für landwirtschaftliche Entwicklung und die Weltgesundheitsorganisation darauf hin, dass ohne die Mittel, um während des Lockdowns ein Einkommen zu erzielen, sich viele und ihre Familien nicht mehr selbst ernähren können. Für die meisten bedeute kein Einkommen kein Essen oder bestenfalls weniger Essen und weniger nahrhaftes Essen.
Der Exekutivdirektor des Welternährungsprogramm der Vereinten Nationen David Beasley warnte vor den schwerwiegenden Gefahren der wirtschaftlichen Auswirkungen des Coronavirus und der Gefahr, dass dadurch Millionen weiter in den Hunger getrieben werden könnten. Es sei wichtig sensible Maßnahmen zur Eindämmung der Ausbreitung des Virus auszubalancieren, die Grenzen offen zu halten, Lieferketten aufrechtzuerhalten und die Handelsströme in Bewegung zu halten. COVID-19 drängte viele Länder überall auf der Welt in den Lockdown, zerstörte somit umgerechnet 400 Millionen Vollzeitstellen und ließ die Überweisung von Geldern zusammenbrechen. Hauptsächlich betroffen davon sind Länder der mittleren und unteren Einkommensgruppe. Schon nur noch ein Tag ohne Arbeit kann dazu führen, dass sich die Lebenssituation von Menschen in diesen Ländern beträchtlich verschlechtert.

##### Menschenrechte
Laut einer Forschungsarbeit des Max-Planck-Institut für ausländisches öffentliches Recht und Völkerrecht würden Quarantänen auf Bevölkerungsebene die Menschenrechte vor große Herausforderungen stellen. In Bezug auf das internationale Menschenrechtsgesetz sei es sehr schwierig, einer Person Beschränkungen aufzuerlegen, wenn mit dieser Person keine konkrete Gefahr oder kein konkretes Risiko verbunden ist. Es würde sich zeigen, dass Regierungen in Fällen, in denen sie Massenquarantänen verhängt haben, diese Maßnahme nicht auf die normale rechtliche Rechtfertigung gestützt haben, sondern es für notwendig gehalten haben, außergewöhnliche Befugnisse geltend zu machen. Zum Beispiel hätten dies Italien, Frankreich und Spanien in der aktuellen Coronavirus-Pandemie getan. Um die Einschränkung der ICCPR-Rechte zu rechtfertigen, müssen die Vertragsstaaten den Generalsekretär der Vereinten Nationen benachrichtigen.

#### Strategien zur Umgehung eines Lockdowns
Laut einer Studie ließe sich ebenso durch eine sogenannte digitale Kontaktpersonennachverfolgung („Contact Tracing“) die COVID-19-Pandemie eindämmen. Somit ließen sich Massenquarantänen vermeiden, die mit negativen gesundheitlichen Folgen für die Bevölkerung verbunden sein können. Im Unterschied zur Massenquarantäne, bei der eine große Anzahl von Personen (die möglicherweise infiziert sind oder nicht) unter Quarantäne gestellt werden, kann die Kontaktpersonennachverfolgung die Quarantäne einer gezielteren Gruppe von Personen ermöglichen.
Im Gegensatz zu vielen Ländern Europas, die im Rahmen der COVID-19-Pandemie auf Massenquarantänen mit wochenlangen Ausgangssperren setzen, verzichten einige Staaten Ostasiens, wie zum Beispiel Japan, Vietnam, Singapur, Taiwan und Südkorea auf Massenquarantänen und setzen auf digitale Kontaktpersonennachverfolgung, Abstand halten und auf vermehrte Hygiene. Auch ermöglicht wurde dieser Umgang durch frühzeitige Maßnahmen nach ersten Hinweisen auf sozialen Medien und Erkenntnisse aus der SARS-Pandemie 2002/2003.
Im Zuge der COVID-19-Pandemie in Deutschland wurden Strategien zur Umgehung eines unausweichlich erscheinenden „zweiten Lockdowns“ bei einer potenziellen „zweiten Welle“ diskutiert. Der Virologe Christian Drosten schlug eine Methode vor, die auf sogenannten „Quellclustern“ basiert. Zusätzlich zur Kontaktpersonennachverfolgung, bei der vor allem die Kontakte eines Infizierten der letzten zwei Tage ermittelt werden, um herauszufinden, wen dieser angesteckt haben könnte, sei es sinnvoll, neue bekannte Infektionen rasch auf ihre möglichen Quellcluster zurückzuverfolgen. Auf diese Art und Weise könne man bei einer möglichen „zweiten Welle“ die Gesundheitsämter entlasten und einen nicht zielgerichteten Lockdown verhindern.

#### Umweltauswirkungen
In der Phase des Lockdowns während der COVID-19-Pandemie kam es zu einem Rückgang der Luft- und Gewässerverschmutzung. In Ländern und Städten, die unter Quarantäne gestellt wurden, gab es anekdotische Berichte über Wildtiere, die sich in die sonst belebten Städte begaben.

## Ausstiegsstrategie
Epidemiologen und Experten der öffentlichen Gesundheit weisen darauf hin, dass bei einer Massenquarantäne eine durchdachte Ausstiegsstrategie (häufig auch Exit-Strategie genannt) von entscheidender Bedeutung ist.
Marius Gilbert et al. schlagen drei sich ergänzende Maßnahmen im Rahmen einer Ausstiegsstrategie vor. Als erstes sei es notwendig, die Maßnahmen zur räumlichen Distanzierung so weit aufrechtzuerhalten, dass die Zahl der Erkrankten die Behandlungskapazität der Krankenhäuser nicht überschreitet. Zweitens müsse parallel die diagnostische Kapazität sowohl zum Nachweis des Virus als auch zur Identifizierung von immunen Personen stark erhöht werden. Drittens müssten die erforderlichen Verfahren eingerichtet werden, um systematische Tests und Kontaktpersonennachverfolgung in großem Maßstab durchzuführen.